# Tuyu
Tuyu (kinesiska: 土峪, 土峪乡) är en socken i Kina. Den ligger i provinsen Shanxi, i den norra delen av landet, omkring 95 kilometer nordväst om provinshuvudstaden Taiyuan. Antalet invånare är 5 486. Befolkningen består av 2 670 kvinnor och 2 816 män. Barn under 15 år utgör 18,0 %, vuxna 15-64 år 73 %, och äldre över 65 år 7,0 %.
Genomsnittlig årsnederbörd är 701 millimeter. Den regnigaste månaden är juli, med i genomsnitt 223 mm nederbörd, och den torraste är januari, med 4 mm nederbörd.